# Jan Lipold
Jan Lipold (* 18. srpna 1966 Praha) je český novinář, publicista a politický komentátor.

## Život
Novinářské činnosti se věnuje od roku 1991. Postupně působil v ČTK (1991–1993), Mladé frontě Dnes (1993–2001), Týdnu (2001–2002), Hospodářských novinách (2002–2006), Instinktu (2006–2008) a opětovně v Týdnu (2008–2009), od ledna 2010 do července 2019 byl šéfkomentátorem Aktuálně.cz. Od roku 2019 je komentátorem a editorem Seznam Zpráv. V roce 2014 obdržel Novinářskou cenu za rok 2014 za nejlepší komentář, za text „Chléb, hry a Amazon. Vulgární logika pracovních příležitostí“. Příležitostně spolupracuje s Českým rozhlasem Plus.

## Publikace
- Jan Haubert a Jan Lipold, 600 hospod v Praze, vlastní náklad 1990
- Martin Komárek, Roman Gallo a Jan Lipold, GEN - 100 Čechů dneška. Díl 2, Vydavatelství Fischer Praha 1994
- Ladislav Verecký a Jan Lipold, První český hospodář, Apsida 1998